# Język noryjski
Język noryjski - starożytny język, uznawany jako celtycki, używany w rzymskiej prowincji Noricum. Ze względu na skąpe informacje, trudno dokładnie ustalić jego klasyfikację. Znany jest z dwóch fragmentarycznych inskrypcji znalezionych w austriackim Grafenstein i słoweńskim Ptuj. Nie ma dowodów wskazujących, kiedy mógł wymrzeć.

## Inskrypcja z Ptuj

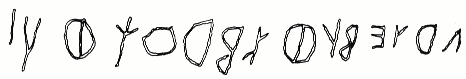
Inskrypcja z Ptuj została zapisana od prawej do lewej pismem staroitalskim

Inskrypcję z Ptuj, którą odnaleziono w 1894, zapisano w północnym piśmie staroitalskim i można z niej odczytać: 𐌀𐌓𐌕𐌄𐌁𐌖𐌈𐌆𐌁𐌓𐌏𐌙𐌈𐌖𐌉 (ARTEBUDZBROGDUI). Jest to interpretowane jako dwa imiona: Artebudz [syn] Brogduosa. Imię Artebudz może oznaczać "penis niedźwiedzia" (porównaj: walijskie arth "niedźwiedź", irlandzkie bod "penis"), natomiast Brogduos może zawierać element brog-, mrog- "państwo" (porównaj walijskie bro "region, państwo"). Inskrypcja może być również interpretowana jako Artebudz [zrobił to] Brogduosowi z drugim imieniem będącym w celowniku.

## Inskrypcja z Grafenstein
Odnaleziona w 1977 inskrypcja z Grafenstein jest niekompletna, ale ocalały fragment został odczytany jako:

MOGE · ES[
P· II- LAV · EX[
ṆE · SAḌỊÍES[
OLLO · SO · VILO[
ỌNẠ C[…]
OLLO · SO · ? [
P LṾGNṾ · SI

Tekst ten może być świadectwem transakcji.
Zostały zaproponowane również inne transkrypcje, np.:

MOGE · ES+[---]
PET(?) LAV · EX[---]
NE · SAMES[---]
OLLO · SO · VILO ·[---]
ONA O(?) + ++
OLLO · SO ·+
+ LVGNI · SI

lub:

MOGV · CISS [---
PETILAV · IEX[---
NE · SADIIES[---
OLLO · SO · VILO ·[---
ONA DOM...OC[
OLLO · SO · VIA .[
ILVGNV.SI[